# Lupoaia (okręg Vrancea)
Lupoaia – wieś w Rumunii, w okręgu Vrancea, w gminie Dumitrești. W 2011 roku liczyła 72
mieszkańców